# NGC 6414
NGC 6414 é uma galáxia espiral (S) localizada na direcção da constelação de Draco. Possui uma declinação de +74° 22' 36" e uma ascensão recta de 17 horas, 30 minutos e 36,7 segundos.
A galáxia NGC 6414 foi descoberta em 30 de Maio de 1886 por Lewis A. Swift.